# Font safareig d'Ordina
La Font safareig d'Ordina és una font de Ripoll protegida com a Bé Cultural d'Interès Local.

## Descripció
La font està formada per un pilar on hi ha el broc i una pica. Enganxat hi ha un safareig de planta rectangular; encara hi ha dues lloses que es feien servir per rentar la roba. A l'entorn més immediat hi ha dos plataners centenaris.